# 전주시 갑
전주시 갑은 대한민국의 국회의원 선거구이다. 전북특별자치도 전주시 완산구·덕진구의 일부 지역을 관할한다. 현직 국회의원은 더불어민주당 김윤덕이다.

## 역사
대한민국 제20대 국회의원 선거를 앞두고 전주시 지역의 선거구 개편이 이루어졌다. 이에 전주시 완산구 갑 선거구에 해당하는 지역과 덕진구 인후3동이 전주시 갑 선거구를 구성하게 되면서 신설되었다.
대한민국 제22대 국회의원 선거를 앞두고 전주시 병 선거구에서 인후1동과 인후2동을 편입했다.

## 관할 구역
| 대수      | 관할 구역 |
| --------- | --- |
| 20대~21대 | 전주시 완산구 중앙동, 풍남동, 노송동, 완산동, 동서학동, 서서학동, 중화산1동, 중화산2동, 평화1동, 평화2동 전주시 덕진구 인후3동                   |
| 22대~     | 전주시 완산구 중앙동, 풍남동, 노송동, 완산동, 동서학동, 서서학동, 중화산1동, 중화산2동, 평화1동, 평화2동 전주시 덕진구 인후1동, 인후2동, 인후3동 |

## 역대 국회의원
| 선거   | 정당 | 정당         | 의원   |
| ------ | ---- | ------------ | ------ |
| 2016년 |      | 국민의당     | 김광수 |
| 2020년 |      | 더불어민주당 | 김윤덕 |
| 2024년 |      | 더불어민주당 | 김윤덕 |

## 역대 선거 결과

### 대한민국 제20대 국회의원 선거
|  | 43.30% |

|  | 42.42% |

|  | 9.07% |

|  | 5.19% |

### 대한민국 제21대 국회의원 선거
|  | 73.57% |

|  | 16.68% |

|  | 6.10% |

|  | 1.81% |

|  | 1.08% |

|  | 0.72% |

### 대한민국 제22대 국회의원 선거
|  | 77.59% |

|  | 12.01% |

|  | 6.15% |

|  | 4.22% |